# داویده فورمولو
داویده فورمولو (ایتالیایی: Davide Formolo؛ زادهٔ ۲۵ اکتبر ۱۹۹۲) دوچرخه‌سوار اهل ایتالیا است.
از باشگاه‌هایی که در آن رکاب زده‌است می‌توان به لیکویگاس، کنندیل–دراپاک، و بورا–هانسگروهه اشاره کرد.